# Nathan Johnstone
Nathan Johnstone (Mona Vale (New South Wales), 9 februari 1990) is een Australische snowboarder.

## Carrière
Johnstone maakte zijn wereldbekerdebuut in maart 2006 in Lake Placid, twee jaar later scoorde de Australiër in Calgary zijn eerste wereldbekerpunten. In maart 2008 stond Johnstone in Stoneham-et-Tewkesbury voor de eerste maal in zijn carrière op het podium van een wereldbekerwedstrijd. Tijdens de FIS wereldkampioenschappen snowboarden 2009 in Gangwon eindigde de Australiër als negende in de halfpipe. Johnstone miste de Olympische Winterspelen 2010 in Vancouver vanwege een gebroken enkel.
Op de FIS wereldkampioenschappen snowboarden 2011 in La Molina veroverde de Australiër de wereldtitel in de halfpipe. Op 13 februari boekte hij in Yabuli zijn eerste wereldbekerzege. In Oslo nam Johnstone deel aan de WSF wereldkampioenschappen snowboarden 2012, op dit toernooi eindigde hij als vijfde in de halfpipe. Tijdens de FIS wereldkampioenschappen snowboarden 2013 in Stoneham-et-Tewkesbury eindigde de Australiër als zevende in de halfpipe.

## Resultaten

### Wereldkampioenschappen
| FIS  | FIS                    | FIS         |
| Jaar | Plaats                 | Resultaten  |
| ---- | ---------------------- | ----------- |
| 2009 | Gangwon                | 9e Halfpipe |
| 2011 | La Molina              | Halfpipe    |
| 2013 | Stoneham-et-Tewkesbury | 7e Halfpipe |

| WSF  | WSF    | WSF         |
| Jaar | Plaats | Resultaten  |
| ---- | ------ | ----------- |
| 2012 | Oslo   | 5e Halfpipe |

### Wereldbeker
Eindklasseringen
| Seizoen   | Algm | HP     |
| --------- | ---- | ------ |
| 2007/2008 | 108e | 27e    |
| 2008/2009 | 24e  | Zilver |
| 2009/2010 | 215e | 68e    |
| 2010/2011 | Goud | Goud   |
| 2011/2012 | 4e   | Zilver |

Wereldbekerzeges
| Datum            | Plaats          | Onderdeel |
| ---------------- | --------------- | --------- |
| 13 februari 2011 | Yabuli          | Halfpipe  |
| 11 maart 2011    | Bardonecchia    | Halfpipe  |
| 23 februari 2012 | Stoneham        | Halfpipe  |
| 12 januari 2013  | Copper Mountain | Halfpipe  |